# 1926

## Събития
- Атанас Далчев участва в литературния клуб „Стрелец“
- 4 януари – Съставено е четиридесет и третото правителство на България, начело с Андрей Ляпчев.
- 22 декември – Правителството на България сключва Бежанския заем.

## Родени
- Георги Берков, български футболист и треньор по футбол († 1995 г.)
- Иван Блажев, български скулптор († 2006 г.)
- Николай Милков, български футболист
- 12 януари – Рей Прайс, американски кънтри певец († 2013 г.)
- 14 януари – Васко Абаджиев, български цигулар-виртуоз и композитор († 1974 г.)
- 20 януари – Патриша Нийл, американска актриса († 2010 г.)
- 22 януари
  - Георги Владиков, български партизанин, деец на БКП, депутат, дипломат, посланик († 1999 г.)
  - Слободан Сотиров, български художник от Сърбия († 2015 г.)
- 25 януари – Атанас Агура, български архитект († 2008 г.)
- 27 януари – Ингрид Тюлин, шведска актриса († 2004 г.)
- 30 януари
  - Василий Архипов, съветски вицеадмирал († 1998 г.)
  - Йенс Герлах, немски поет и белетрист († 1990 г.)
- 2 февруари
  - Валери Жискар д'Естен, френски политик († 2020 г.)
  - Григор Стоичков, български политик († 2016 г.)
- 7 февруари – Марк Тайманов, украински шахматист и пианист († 2016 г.)
- 11 февруари – Лесли Нилсен, американски актьор († 2010 г.)
- 16 февруари – Джон Шлезинджър, английски режисьор († 2003 г.)
- 19 февруари – Рос Томас, американски писател († 1995 г.)
- 27 февруари – Златина Тодева, българска актриса († 2007 г.)
- 1 март – Атанас Бояджиев, български композитор († 2017 г.)
- 6 март
  - Алън Грийнспан, американски икономист
  - Анджей Вайда, полски режисьор († 2016 г.)
- 7 март – Ернст Оцвирк, австрийски футболист († 1980 г.)
- 9 март – Петър Патев, български футболист
- 16 март – Джери Люис, американски актьор комедиант († 2017 г.)
- 18 март – Йовчо Караиванов, български народен певец († 1996 г.)
- 19 март – Петър Горанов, български историк, професор († 2011 г.)
- 24 март – Дарио Фо, италиански драматург, лауреат на Нобелова награда за литература през 1997 г. (2016 г.)
- 26 март – Лино Алдани, италиански писател († 2009 г.)
- 29 март
  - Боян Лечев, български цигулар († 2004 г.)
  - Стефан Геренски, български футболист († 2008 г.)
- 30 март – Инвар Кампрад, шведски предприемач († 2018 г.)
- 31 март – Джон Фаулз, английски писател († 2005 г.)
- 1 април – Ан Макафри, американска писателка († 2011 г.)
- 2 април
  - Едгар Хилзенрат, немски писател († 2018 г.)
  - сър Джак Брабам, австралийски пилот и конструктор от Формула 1 († 2014 г.)
- 9 април – Хю Хефнър, американски издател на списание „Плейбой“ († 2017 г.)
- 11 април – Христо Христов, български кино и театрален режисьор († 2007 г.)
- 21 април – Елизабет II, британски монарх († 2022 г.)
- 22 април – Джеймс Стърлинг, британски архитект († 1992 г.)
- 26 април – Верка Сидерова, българска народна певица († 2025 г.)
- 28 април – Харпър Ли, американска писателка († 2016 г.)
- 29 април – Владимир Свинтила, български писател, литературен критик, публицист, журналист и преводач († 1998 г.)
- 3 май
  - Георги Павлов, български народен певец († 2010 г.)
  - Михаил Пенчев, български режисьор († 1996 г.)
- 7 май – Панайот Пондалов, български волейболист († 1984 г.)
- 8 май – Дейвид Атънбъро, британски учен
- 15 май – Питър Шафър, английски драматург († 2016 г.)
- 25 май – Макс фон дер Грюн, немски писател († 2005 г.)
- 26 май – Майлс Дейвис, джазов музикант († 1991 г.)
- 27 май – Атанас Пацев, български художник († 1999 г.)
- 1 юни
  - Мерилин Монро, американска актриса († 1962 г.)
  - Серги Йоцов, български футболист и треньор († 2012 г.)
- 3 юни
  - Алън Гинсбърг, американски поет-битник († 1997 г.)
  - Мартин Грегор-Делин, немски писател († 1988 г.)
- 4 юни – Константин Коцев, български актьор († 2007 г.)
- 10 юни – Асен Гаврилов, балетист и хореограф († 2006 г.)
- 14 юни – Херман Кант, немски писател († 2016 г.)
- 18 юни – Филип Кросби, американски икономист († 2001 г.)
- 25 юни – Ингеборг Бахман, австрийска поетеса и белетристка († 1973 г.)
- 28 юни – Мел Брукс, американски писател и режисьор
- 29 юни – Джабер III ал-Ахмед ал-Джабер ал-Сабах, емир на Кувейт († 2006 г.)
- 1 юли – Робърт Фогел, американски икономист, лауреат на Нобелова награда за икономика през 1993 г. († 2013 г.)
- 4 юли – Алфредо ди Стефано, футболист от аржентински произход († 2014 г.)
- 7 юли – Радка Кушлева, българска народна певица († 1984 г.)
- 10 юли – Джаба Йоселиани, грузински военачалник и политик († 2003 г.)
- 12 юли – Антон Каравелов, български архитект, писател, преподавател († 2016 г.)
- 14 юли – Хари Дийн Стонтън, американски актьор († 2017 г.)
- 21 юли – Норман Джуисън, канадски филмов режисьор († 2024 г.)
- 22 юли – Георги Лозанов, български психиатър, психотерапевт († 2012 г.)
- 3 август – Тони Бенет, американска певец и художник († 2023 г.)
- 6 август
  - Джанет Азимов, американска писателка († 2019 г.)
  - Криста Райниг, немска писателка († 2008 г.)
  - Хорст Каснер, германски евангелист и теолог († 2011 г.)
- 11 август – Леонард Бърковиц, американски психолог († 2016 г.)
- 13 август – Фидел Кастро, кубински политик († 2016 г.)
- 14 август
  - Лина Вертмюлер, италианска режисьорка и сценаристка
  - Рене Госини, френски писател († 1977 г.)
- 15 август – Константинос Стефанопулос, гръцки политик († 2016 г.)
- 17 август – Дзян Дзъмин, китайски политик († 2022 г.)
- 22 август
  - Зденка Дойчева, българска аниматорка и режисьорка († 2020 г.)
  - Иван Златев, български физик († 2006 г.)
  - Леда Тасева, българска актриса († 1989 г.)
- 24 август – Атанас Жеков, български художник († 2006 г.)
- 29 август – Дора Винарова, български режисьор
- 6 септември – Шиничи Хоши, японски писател († 1997 г.)
- 21 септември
  - Радослав Маринов, български художник – карикатурист и илюстратор († 1987 г.)
  - Доналд Глейзър, американски физик, Нобелов лауреат († 2013 г.)
- 23 септември – Джон Колтрейн, американски джаз музикант († 1967 г.)
- 4 октомври – Георги Георгиев – Гец, български актьор († 1996 г.)
- 5 октомври – Илия Джаджев, поет от Социалистическа Република Македония († 1991 г.)
- 15 октомври – Мишел Фуко, френски философ († 1984 г.)
- 18 октомври – Чък Бери, американски музикант († 2017 г.)
- 21 октомври – Руси Русев, български треньор
- 29 октомври – Неджметин Ербакан, министър-председател на Турция († 2011 г.)
- 1 ноември – Гюнтер де Бройн, немски писател († 2020 г.)
- 3 ноември – Валдас Адамкус, литовски политик
- 7 ноември – Джоан Съдърланд, австралийска оперна певица († 2010 г.)
- 8 ноември – Джон Луис Манси, британски актьор († 2010 г.)
- 14 ноември – Йорданка Стоянова, български аграрен учен
- 23 ноември – Сатия Сай Баба, индийски гуру († 2011 г.)
- 25 ноември – Пол Андерсън, американски писател († 2001 г.)
- 8 декември – Йоахим Фест, немски историк († 2006 г.)
- 14 декември – Панкратий, български духовник и архиерей († 1998 г.)
- 29 декември – Ангел Каратанчев, български писател

## Починали
- Анастасия Обретенова,
- Исая Мажовски,
- Йозеф Обербауер, австрийски художник
- Спас Хаджипопов, сръбски журналист
- 2 януари – Такааки Като, Министър-председател на Япония
- 15 януари – Луи Мажорел, френски декоратор и мебелист
- 21 януари – Камило Голджи, италиански невролог и нобелов лауреат
- 1 февруари – Теодосий Скопски, български духовник и учен
- 9 март – Микао Усуи, японски лечител, основател на Рейки (р. 1865 г.)
- 12 март – Георги Христович, български зоолог
- 9 април – Георги Тишев, български политик
- 17 април – Иван Луков, български военен деец
- 2 май – Цанко Церковски, български писател (р. 1869 г.)
- 21 май – Фридрих Клуге, немски езиковед (р. 1856 г.)
- 25 май – Симон Петлюра, украински политик (р. 1879 г.)
- 10 юни – Антони Гауди, испански архитект (р. 1852 г.)
- 20 юли – Феликс Дзержински, революционер и политик (р. 1877 г.)
- 15 септември – Рудолф Ойкен, германски философ, лауреат на Нобелова награда за литература през 1908 г. (р. 1846 г.)
- 27 септември – Гоно Манчев, български революционер
- 5 октомври – Беньо Цонев, български езиковед (р. 1863 г.)
- 31 октомври – Хари Худини, илюзионист
- 10 ноември – Димитър Пъшков, български революционер (р. 1840 г.)
- 2 декември – Александър Фок, руски военен деец (р. 1843 г.)
- 5 декември – Клод Моне, френски импресионист (р. 1840 г.)
- 10 декември – Никола Пашич, сръбски политик (р. 1845 г.)
- 29 декември – Райнер Мария Рилке, австрийски поет (р. 1875 г.)

## Нобелови награди
- Физика – Жан Батист Перен
- Химия – Теодор Сведберг
- Физиология или медицина – Йоханес Фибигер
- Литература – Грация Деледа
- Мир – Аристид Бриан, Густав Щреземан

Вижте също:
- календара за тази година